# Тананда
Тананда (Tanunda) — город винодельческой долины Баросса в Южной Австралии, в 70 километрах к северо-востоку от столицы штата — Аделаиды. Город получил свое название от слова аборигенов, означающего водоем. Население города составляет приблизительно 4600 человек. Почтовый индекс — 5352.
Прусские иммигранты, прибывшие вместе с пастором Готардом Фриче, в 1842 году основали деревню Бетаниен, первое поселение в окрестностях современной Тананды. Год спустя пруссаки, переселившиеся из Клемцига на реке Торренс, где они поселились после иммиграции в 1838 году с пастором Августом Кавелем, пришли в долину Баросса и основали деревню Лангмейл. Новая община получила название деревни Окунин недалеко от Зуллихау, откуда происходили поселенцы. Некоторое время спустя была основана ещё одна деревня, получившая название Тананда. Из-за антинемецких настроений и Лангмейл, и Бетаниен были переименованы во время Великой войны в Биляру и Бетани соответственно, хотя Биляре возвращено название Лангмейл в 1975 году. По мере продолжения развития района Тананда деревни Лангмейл и Тананда были объединены. Сегодня городок называется просто Тананда.
Тананда и долина Баросса составляют один из ведущих винодельческих районов Австралии, а город окружен виноградниками. Один из таких виноградников, Turkey Flat, использует для производства вина кусты сорта сира, которые были посажены в 1847 году. По некоторым сведениям, эти лозы считаются старейшим в мире коммерческим виноградником с постоянным производством, прошедшим проверку подлинности.